# KIF Kolding København
O KIF Kolding København é um clube de handebol sediado em Copenhague, Dinamarca. Atualmente compete na Campeonato Dinamarquês de Handebol Masculino.